# Gushing over Magical Girls
«Gushing over Magical Girls» (яп. 魔法少女にあこがれて, Mahō Shōjo ni Akogarete, В захваті від Чарівних дівчат), також відома як «Я захоплююся чарівними дівчатами і…» — манґа в жанрі махо-шьоджьо, написана та ілюстрована Акіхіро Ононакою. Її серіалізація почалася на вебсайті Storia Dash видавництва Takeshobo у березні 2019 року. Станом на січень 2024 року було випущено одинадцять томів у форматі танкобон. Вона ліцензована англійською мовою видавництвом J-Novel Club. Аніме-серіал, створений Asahi Production, транслювався з січня по березень 2024 року. За межами Японії він ліцензований Sentai Filmworks для потокового перегляду та домашнього відео. Було анонсовано другий сезон.

## Сюжет
Утена Хііраґі — звичайна, замкнута дівчина, яка сильно захоплюється чарівними дівчатами, особливо прекрасним тріо, що захищає її місто — Трес Маґія. Одного дня талісман на ім'я Веналіта підходить до Утени і дає їй чарівні сили, але замість того, щоб стати чарівною дівчиною справедливості, якою вона завжди мріяла бути, вона стає злим генералом організації Енорміта. Попри нещастя бути змушеною боротися проти чарівних дівчат, якими вона захоплюється, Утена незабаром виявляє, що має приховану садистську сторону і насолоджується тортурами своїх кумирів своєю новознайденою одержимістю.

## Персонажі
Через магічні сили справжня особистість членів Трес Маґія у перетвореному вигляді невідома членам Енорміти і навпаки. Оскільки сила чарівних дівчат походить від їхніх емоцій, деякі з них згодом навчаються приймати потужнішу форму, відому як «Ла Верітас», коли їхні емоції досягають піку.

### Енорміта / Злі чарівні дівчата
Утена Хііраґі (яп. 柊 うてな, Hiiragi Utena) / Магія Байзер (яп. マジアベーゼ, Majia Bēze)
Сейю: Фука Ізумі
Сором'язлива та замкнута школярка, яка захоплюється чарівними дівчатами, але також любить їх у викривленому сенсі. Її проти її волі змусили приєднатися до Енорміти, але незабаром вона починає насолоджуватися своєю садистською стороною, зрештою стаючи збоченою лиходійкою. Як Магія Байзер, вона носить образ суккуба/домінатрикс і здатна використовувати свій батіг, щоб перетворювати неживі предмети та тварин на садистських монстрів. Після перемоги над Лордом вона розвиває набагато сильнішу форму, яка еволюціонує в павучий мотив, коли вона досягає своєї форми Ла Верітас. Вона цікавиться шиттям і її оцінки погіршилися через її інтерес до Енорміти. Пізніше вона стає новою лідеркою Енорміти після поразки Лорда.
Веналіта (яп. ヴェナリータ, Venarīta)
Сейю: Місато Фукуен
Чорний талісман, який обманом змусив Утену приєднатися до Енорміти, шантажуючи її тим, що поділиться відео з нею в соціальних мережах, якщо вона спробує піти. Його мотиви невідомі і він здається дуже маніпулятивним, але, тим не менш, підтримує Утену та її подруг.
Ківі Араґа (яп. 阿良河 キウィ, Araga Kiwi) / Леопарде (яп. レオパルト, Reoparuto)
Сейю: Аой Коґа
Членкиня Енорміти, яка закохана в Утену настільки, що навіть вирішує перевестися до її школи. У цивільному житті вона є інтернет-знаменитістю, але починає ненавидіти Трес Маґія та чарівних дівчат загалом за те, що вони вкрали її шанувальників. Як Леопарде, вона носить військовий мотив і атакує, використовуючи різноманітну вибухівку та зброю. Під час бою з Сестрою вона демонструє потужнішу форму.
Корісу Моріно (яп. 杜乃 こりす, Morino Korisu) / Nero Alice (яп. ネロアリス, Nero Arisu)
Сейю: Шіорі Суґіура
Членкиня Енорміти, тиха дівчинка в початковій школі, яка мало говорить, але любить гратися з іграшками. Як Неро Аліса, вона носить мотив Аліси в Країні Чудес, здатна маніпулювати іграшками різними способами, наприклад, ув'язнювати жертв у лялькових будиночках, впливати на розум людини або робити м'які іграшки гігантськими.
Робоко (яп. ロボ子)
Робот-дівчинка, якій Утена та Корісу разом дали життя. Спочатку лялька, яку Корісу подарувала мати, а Утена полагодила і пластикова модель, яку їй подарувала Ківі, вона поклялася захищати Корісу.
Матама Акоя (яп. 阿古屋 真珠, Akoya Matama) / Локо Музіка (яп. ロコムジカ, Roko Mujika)
Сейю: Юка Айсака
Членкиня Енорміти та колишня членкиня Загону Лорда, яка прагне стати айдолом, але жахливо співає. Як Локо Музіка, вона носить морський мотив і використовує звукові хвилі для атаки своїх ворогів.
Немо Анемо (яп. 姉母 ネモ, Anemo Nemo) / Леберблюме (яп. ルベルブルーメ, Ruberuburūme)
Сейю: Мінамі Цу́да
Членкиня Енорміти та колишня членкиня Загону Лорда, яка піклується про Матаму. Як Леберблюме, вона носить мотив вбивці та здатна перетворюватися на тінь і маніпулювати іншими.
Голі Тенґейдзі (яп. 天花寺 ホリィ, Tengeiji Holy) / Сестра Ґіґант (яп. シスタギガント, Shisuta Giganto)
Сейю: Кікуко Іноуе
Членкиня Енорміти та Загону Лорда, яка носить мотив черниці та має здатність змінювати свій розмір, стаючи гігантською або крихітною. Після поразки Лорда вона ховається, щоб продовжувати служити Веналіті за спиною Утени.

### Чарівні дівчата Трес Магія
Харука Ханабіші (яп. 花菱 はるか, Hanabishi Haruka) / Магія Маджента (яп. マジアマゼンタ, Majia Mazenta)
Сейю: Каорі Маеда
Однокласниця Утени. Наївна, добра, щиросерда дівчина. Володіючи списом, вона спочатку не має унікальних здібностей, але згодом отримує здатність зцілювати інших. Після інциденту, коли магія Байзер вийшла з-під контролю та маніпулювала нею, вона отримує форму Темної Ла Верітас, Падшої Медсестри, яка збоченим чином посилює її цілющі здібності.
Сайо Мінакамі (яп. 水神 小夜, Minakami Sayo) / Магія Азур (яп. マジアアズール, Majia Azūru)
Сейю: Маюко Казама
Служителька храму, яка любить прибирати храм. Вона любить мир і віддає перевагу милим, скромним нарядам. Здається, вона має таємну мазохістську сторону, оскільки їй подобається проводити час з Магією Байзер. Вона має владу над водою та льодом і збирає воду навколо своєї палички, утворюючи меч. Майже піддавшись садизму Байзер, Азур отримала форму Ла Верітас, Діву Морозу, що дає їй здатність посилювати себе, приймаючи ворожі атаки.
Каоруко Тенкава (яп. 天川 薫子, Tenkawa Kaoruko) / Магія Сульфур (яп. マジアサルファ, Majia Sarufa)
Сейю: Місакі Ікеда
Сильна, кмітлива, серйозна членкиня команди. Хоча її вважають захисницею команди, вона таємно володіє масивними кастетами для розправи над ворогами. Вона отримує форму Ла Верітас, Блізенгель, яка дає їй блискавичну швидкість і здатність запускати кулаки як снаряди.
Вац (яп. ヴァーツ, Vātsu)
Сейю: Кана Асумі
Талісман Трес Маґії який є таким самим створінням як і Веналіта, але білого кольору.

## Медіа

### Манґа
Написана та ілюстрована Акіхіро Ононакою, манґа «Gushing over Magical Girls» почала серіалізацію на вебсайті Storia Dash видавництва Takeshobo 29 березня 2019 року. Вона також серіалізувалася в журналі Manga Life Storia цієї ж компанії до припинення його публікації в липні 2019 року. Станом на січень 2024 року було опубліковано одинадцять томів у форматі танкобон. J-Novel Club ліцензував серію для випуску англійською мовою та розпочав її попередню публікацію в березні 2022 року. Раніше Coolmic ліцензував серію та публікував манґу, розділену станом на кінець грудня 2022 року на 68 «епізодів» приблизно по 10 сторінок кожен, на вебсайті, призначеному лише для смартфонів, під назвою «Я захоплююся чарівними дівчатами і….». 15 березня 2024 року було оголошено, що випуск манґи буде призупинено через проблеми зі здоров'ям Ононаки. У січні 2025 року J-Novel Club оголосив, що друковане видання почне виходити в липні 2025 року.
| - Епізоди 1–5 |

| - Епізоди 6–10 |

| - Епізоди 11–15 |

| - Епізоди 16–20 |

| - Епізоди 21–25 |

| - Епізоди 26–30 |

| - Епізоди 31–35 |

| - Епізоди 36–40 |

| - Епізоди 41–45 |

| - Епізоди 46–50 |

| - Епізоди 51–55 |

### Аніме
16 березня 2023 року було анонсовано адаптацію у форматі аніме-телесеріалу. Серіал був створений студією Asahi Production під режисурою Масато Сузукі та Ацуші Оцукі, сценаристом виступив Нобору Кімура, дизайнером персонажів — Ясука Отакі, а музику написали Ясухару Таканаші, Акінарі Сузукі та Йоганнес Нільссон. Трансляція відбувалася з 3 січня по 27 березня 2024 року на телеканалі AT-X та інших мережах. Серіал транслювався з цензурою на всіх телевізійних мережах та частково без цензури зі цензурованою аудіодоріжкою на AT-X та стримінгових платформах, а повністю нецензурована версія з аудіо та відео була доступна на домашніх носіях. Початковою музичною темою стала пісня «My Dream Girls» у виконанні Nacherry (вокального дуету у складі Чіемі Танаки та Нацумі Муракамі), а завершальною темою стала пісня «Togetoge Sadistic» (яп. とげとげサディスティック) у виконанні Фуки Ізумі, Аой Коґи та Шіорі Суґіури (з додатковим вокалом Юки Айсаки та Мінамі Цуди з 10-го епізоду).
Sentai Filmworks ліцензувала серіал у Північній Америці, Австралії та Британських островах для стримінгу на своїй платформі Hidive та для випуску на домашньому відео через Section23 Films, одночасно транслюючи версію AT-X під час її показу.
Другий сезон було анонсовано під час заходу, присвяченого аніме-серіалу, 5 жовтня 2024 року.

## Сприйняття
У 2020 році манґа була серед 50 номінантів на 6-ту премію Next Manga Awards у веб-категорії.